# انقلاب 2023 في النيجر
وقع انقلاب في النيجر في 26 يوليو 2023، حيث احتجز الحرس الرئاسي في النيجر الرئيس محمد بازوم وأعلن قائد الحرس الرئاسي الجنرال عبد الرحمن تشياني نفسه قائدًا للمجلس العسكري الجديد. أغلقت قوات الحرس الرئاسي حدود البلاد، وعلقت مؤسسات الدولة، وأعلنت حظر التجول، وأغلق الحرس الرئاسي كذلك مداخل الوزارات.
ويُعد هذا هو خامس انقلاب عسكري منذ حصول البلاد على استقلالها عام 1960، والأول منذ عام 2010.

## خلفية
منذ الاستقلال عن فرنسا عام 1960، شهدت النيجر أربعة انقلابات عسكرية، كان آخرها في عام 2010 فضلًا عن العديد من المحاولات الأخرى الفاشلة كانت آخرها عام 2021 عندما حاول منشقون عسكريون الاستيلاء على القصر الرئاسي قبل يومين من تنصيب الرئيس المنتخب بازوم، الذي كان أول رئيس للبلاد يتولى منصبه من سلفه المنتخب ديمقراطيًا. جاءَ هذه المحاولة الانقلابيّة في أعقاب أحداث مماثلة في دول مجاورة مثل غينيا ومالي وبوركينا فاسو منذ عام 2020، مما أدى إلى تسمية المنطقة بـ «حزام الانقلابات».
قال محللون إن ارتفاع تكلفة المعيشة وتصورات عدم كفاءة الحكومة والفساد ربما تكون هي الدافع وراء التمرد. تلقَّى الجيش النيجري تدريبات ودعمًا لوجستيًا من الولايات المتحدة وفرنسا، اللتين لديهما قواعد هناك، حيثُ أصبحت البلاد عام 2022 مركزًا لعمليات فرنسا المناهضة للجهاديين في منطقة الساحل وذلك بعد طردها من مالي وبوركينا فاسو، ويُوصف بازوم بأنه أحد القادة القلائل المتبقيين المؤيدين للغرب في المنطقة. مع الانقلابات المتعددة وتصاعد المشاعر المعادية للفرنسيين في المنطقة، أصبحت النيجر شريك فرنسا كملاذ أخير، كما ورد أن الضباط المدربين في الولايات المتحدة قاموا بتدريب العديد من أفراد الحرس الرئاسي.

## الأحداث

### 26 يوليو

#### اعتقال الرئيس بازوم
في وقت مبكر من يوم 26 يوليو، أعلن حساب الرئاسة على تويتر أن الحرس الرئاسي، بقيادة الجنرال عبد الرحمن تشياني  شاركوا في "مظاهرة مناهضة للجمهوريين" وحاولوا "عبثًا" الحصول على دعم قوات الأمن الأخرى. وأضافت أن الرئيس محمد بازوم وعائلته محتجز في القصر الرئاسي بالعاصمة نيامي. كما قُبض على وزير الداخلية حمادو سولي واحتُجز في القصر، بينما شوهد ما يقرب من عشرين من أفراد الحرس الرئاسي في الخارج في وقت لاحق من اليوم. وبحسب ما ورد فقد قاد الانقلاب تشياني، الذي قال محللون إن بازوم كان يعتزم إعفاءه من منصبه. وقالت مصادر مقربة من بازوم إنه اتخذ قرارًا بشأن إقالة تشياني في اجتماع لمجلس الوزراء في 24 يوليو حيث ورد أن العلاقات بينهما قد توترت.
وكانت زوجة الرئيس بازوم، السيدة حديزة بازوم، ونجله سالم، قد اعتقلوا معه في القصر الرئاسي، بينما كانت بناته في باريس وقت الانقلاب.

#### التعبئة العسكرية
وفي ساعات الصباح، أغلقت الآليات العسكرية القصر الرئاسي والوزارات المجاورة، ومُنعت طواقم القصر من الدخول. حاول قرابة 400 مدني من أنصار بازوم الاقتراب من القصر، لكن الحرس الرئاسي فرّقهم بالنيران، مما أسفر عن إصابة أحدهم. وفي أماكن أخرى في نيامي، وُصف الوضع بأنه مستقر، كما ذكرت الرئاسة أن احتجاجات لدعم بازوم حدثت حول البعثات الدبلوماسية للبلاد في الخارج.
ردًا على هذه الأحداث، حاصرت القوات المسلحة المجمع الرئاسي دعمًا لبازوم. كما أصدر الجيش بيانا قال فيه إنه أمّن «نقاط استراتيجية رئيسية» في البلاد، وذكرت الرئاسة أن الجيش والحرس الوطني على استعداد لمهاجمة الحرس الرئاسي. أفادت هيئة الإذاعة البريطانية (بي بي سي) أن القوات الموالية للرئيس قد حاصرت محطة أو آر تي إن الحكومية، فيما حذرت السفارة الأمريكية من السفر على طول شارع بوليفارد دي لا ريبابليك في نيامي، حيث يقع القصر الرئاسي.

#### إعلان الإطاحة ببازوم
ومع ذلك، وفي المساء، ذكر العقيد في سلاح الجو أمادو عبدالرحمن على قناة التلفزيون الحكومية تيلي الساحل أن الرئيس بازوم قد أُزيح من السلطة وأعلن عن تشكيل المجلس الوطني لحماية البلاد، وقال وهو جالسٌ ومحاطٌ بتسعة ضباط آخرين يرتدون زيًا يمثلون مختلف أفرع قوات الأمن، إن قوات الدفاع والأمن قررت الإطاحة بالنظام «بسبب تدهور الوضع الأمني وسوء الإدارة»، كما أعلن تعطيل دستور البلاد، وتعليق عمل مؤسسات الدولة، وإغلاق حدود البلاد، وفرض حظر تجول على مستوى البلاد من الساعة 22:00 حتى 05:00 بالتوقيت المحلي حتى إشعار آخر، مع تحذيره من أي تدخل أجنبي.
أحد الضباط الذين شوهدوا أثناء الإعلان جرى التعرف عليه لاحقًا على أنه الجنرال Moussa Salaou Barmou [الإنجليزية] قائد القوات الخاصة في البلاد.

### 27 يوليو

#### رد الرئيس بازوم
في صباح يوم 27 يوليو، غرد بازوم أن النيجريين الذين يحبون الديمقراطية سيحرصون على "حماية المكاسب التي تحققت بشق الأنفس"، مشيرًا إلى رفضه التنحي عن منصبه. وقال وزير خارجيته، حسومي مسعودو لفرانس 24 إن "السلطة القانونية والشرعية" للبلاد ما زالت في يد الرئيس، وأكد أن بازوم في حالة جيدة وأن الجيش بأكمله غير مشارك. كما أعلن مسعود نفسه رئيس الدولة بالوكالة ودعا جميع الديمقراطيين إلى "إفشال هذه المغامرة".
وعلى الرغم من احتجاز الرئيس بازوم، فإنه لم يستقيل رسميًا وتمكن من الاتصال بزعماء ومسؤولين في العالم مثل الرئيس الفرنسي إيمانويل ماكرون، والأمين العام للأمم المتحدة أنطونيو جوتيريس، ومفوض الاتحاد الأفريقي موسى فكي ووزير الخارجية الأمريكي أنتوني بلينكين.

#### اعتراف الجيش بالمجلس العسكري
أصدرت قيادة القوات المسلحة النيجرية في 27 يوليو بيانًا موقعًا من رئيس أركان الجيش الجنرال عبدو صديقو عيسى يعلن فيه دعمه للانقلاب، مشيرًا إلى ضرورة "الحفاظ على السلامة الجسدية" للرئيس وعائلته وتجنب " مواجهة قاتلة يمكن أن تؤدي إلى حمام دم وتؤثر على أمن السكان ".
وفي بيان تلفزيوني بعد فترة وجيزة، أعلن عبد الرحمن تعليق جميع أنشطة الأحزاب السياسية في البلاد حتى إشعار آخر. كما أعلن أن المجلس العسكري أصدر توبيخًا لفرنسا لخرقها إغلاق المجال الجوي بعد هبوط طائرة عسكرية في قاعدة جوية. وقد بث تليفزيون Télé Sahel الإعلان باستمرار طوال اليوم.

#### اضطرابات في نيامي
وقعت مظاهرة مؤيدة للانقلاب في 27 يوليو شارك فيها قرابة 1000 من أنصار المجلس العسكري، وهم يرفعون الأعلام الروسية، ويعبرون عن دعمهم لمجموعة فاغنر، ويرمون الحجارة على سيارة أحد السياسيين المارة. كما استنكر المتظاهرون الوجود الفرنسي ووجود قواعد أجنبية أخرى. وتجمع متظاهرون آخرون خارج مقر حزب بازوم-الطرايا، مع لقطات تظهرهم وهم يرجمون بالحجارة ويشعلون النار في المركبات. ثم قاموا بعد ذلك بنهب وحرق المبنى، مما أجبر الشرطة على تفريقهم بالغاز المسيل للدموع. كما خرجت مظاهرات أمام مجلس الأمة. ودفع ذلك وزارة الداخلية في المساء إلى حظر جميع التظاهرات بشكل فوري. كما طُلب من موظفي الخدمة المدنية البقاء في منازلهم.

### 28 يوليو

#### تولي تيشاني للسلطة
أعلن اللواء عبد الرحمن تشياني نفسه رئيسًا للمجلس الوطني لحماية الوطن في خطاب على تيلي الساحل. وقال إن الانقلاب جاء لتجنب "الزوال التدريجي والحتمي" للبلاد، وقال إن بازوم حاول إخفاء "الواقع القاسي" للبلاد، الذي أسماه "كومة الموتى والنازحين والإذلال والإحباط". ". كما انتقد استراتيجية الحكومة الأمنية لعدم فعاليتها المزعومة وعدم التعاون مع مالي وبوركينا فاسو، لكنه لم يذكر جدولا زمنيا للعودة إلى الحكم المدني. وأكد العقيد عبد الرحمن في وقت لاحق منصبه كرئيس دولة متزامن بحكم الأمر الواقع، واتهم مسؤولي حكومة بازوم بالتآمر ضد النظام الجديد أثناء لجوئهم إلى السفارات الأجنبية وحذر من إراقة الدماء إذا استمروا في ذلك.

### 29 يوليو

#### مزاعم بتدخل عسكري مخطط له في النيجر
اتهم المجلس العسكري النيجري الجماعة الاقتصادية لدول غرب أفريقيا في بيان تلاه العقيد الميجور أمادو عبدالرحمن على التلفزيون الوطني العام بالتخطيط للموافقة على "خطة عدوان ضد النيجر من خلال تدخل عسكري وشيك في نيامي بدعم من بعض الدول الغربية" وحذر من "المجلس العسكري القوي". العزم "على الدفاع عن الوطن. أكدوا) أن هذا هو الهدف من قمة المجموعة الاقتصادية لدول غرب أفريقيا المنعقدة في اليوم التالي.

## ردود الفعل

### محليًا
ندد الائتلاف السياسي الحاكم في النيجر بالانقلاب ووصفه بأنه "جنون انتحاري ومناهض للجمهورية"، بينما أعرب ائتلاف المعارضة عن دعمه لمظالم الجيش لكنه رفض أي تغييرات سياسية من خلال القوة. وقال نائبا المسؤولين في حكومة بازوم، داودة تاكوباكوي وعمر موسى، إن تصريحات تشياني بشأن الانقلاب كانت "أكاذيب" واتهماه والحرس الرئاسي بالتدبير للانقلاب "لتحقيق مكاسب شخصية". وقيل إن الرئيس السابق محمد يوسفو، بالإضافة إلى قادة سابقين آخرين، شاركوا في مفاوضات أولية.

### دوليًا
حاولت المجموعة الاقتصادية لدول غرب أفريقيا التفاوض مع الانقلابيين لكنها فشلت، إدانة الانقلاب من قبل البنك الدولي، وأدان كل من الاتحاد الأفريقي، والجماعة الاقتصادية لدول غرب إفريقيا، والأمم المتحدة، والجزائر، والاتحاد الأوروبي، وفرنسا، والولايات المتحدة، وروسيا الانقلاب. وقد دعا العديد من الدول والهيئات وكذلك المفوض السامي للأمم المتحدة لحقوق الإنسان فولكر تورك إلى الإفراج الفوري عن بازوم. ووصف رئيس بنين باتريس تالون، الذي خطط للذهاب إلى النيجر نيابة عن المجموعة الاقتصادية لدول غرب أفريقيا للوساطة، الانقلاب بأنه "سوء سلوك عسكري". ووصف الرئيس الكيني وليام روتو الانقلاب بأنه "نكسة خطيرة" لأفريقيا.
أشارت الولايات المتحدة رسميًا إلى الانقلاب على أنه "محاولة للاستيلاء على السلطة بالقوة وتعطيل الدستور"، ولم تصل إلى حد وصفه بأنه انقلاب!، لأن القيام بذلك يستتبع سحب المساعدات الاقتصادية والمساعدات العسكرية، بما في ذلك الطائرات بدون طيار الموجودة والقواعد العسكرية. ووقف الاتحاد الأوروبي وفرنسا المساعدات المالية والإنمائية للنيجر وعلقا جميع اتفاقيات التعاون الأمني مع البلاد.
دعت هيومن رايتس ووتش الجيش النيجيري إلى توفير جدول زمني واضح للعودة إلى الحكم المدني ودعم حقوق المواطنين في الانتخابات الديمقراطية. كما طالب الاتحاد الأفريقي الجيش بالعودة إلى ثكناته في غضون 15 يومًا واستعادة الحكم المدني بعد اجتماع لمجلس السلم والأمن التابع له.
أعلنت الأمم المتحدة أنها علقت عملياتها الإنسانية في البلاد، لكنها أوضحت لاحقًا أنها لا تزال تقدم المساعدات إلى النيجر، لكنها لم تكن على اتصال بالجيش.

## تحليل
هذا الانقلاب هو السابع في غرب ووسط أفريقيا منذ انقلاب 2020 في مالي.
وقال أولف ليسينج، رئيس برنامج الساحل في مؤسسة كونراد أديناور، إن الانقلاب كان "كابوسا" بالنسبة للغرب، الذي كان يعتبر بازوم والنيجر "المرساة الأمنية الجديدة" في المنطقة. قال فلافيان بومغارتنر، محلل شؤون إفريقيا في شركة دراجون فلاي للاستشارات الأمنية والسياسية، إن استبعاد بازوم قد يؤدي إلى توسع مجموعة فاغنر في النيجر، بالنظر إلى أن البلاد منتج مهم لليورانيوم.